# آسانسور (فیلم ۲۰۰۸)
«آسانسور» (انگلیسی: Elevator (2008 film)) یک فیلم است که در سال ۲۰۰۸ منتشر شد.